# Арройомолінос-де-Леон

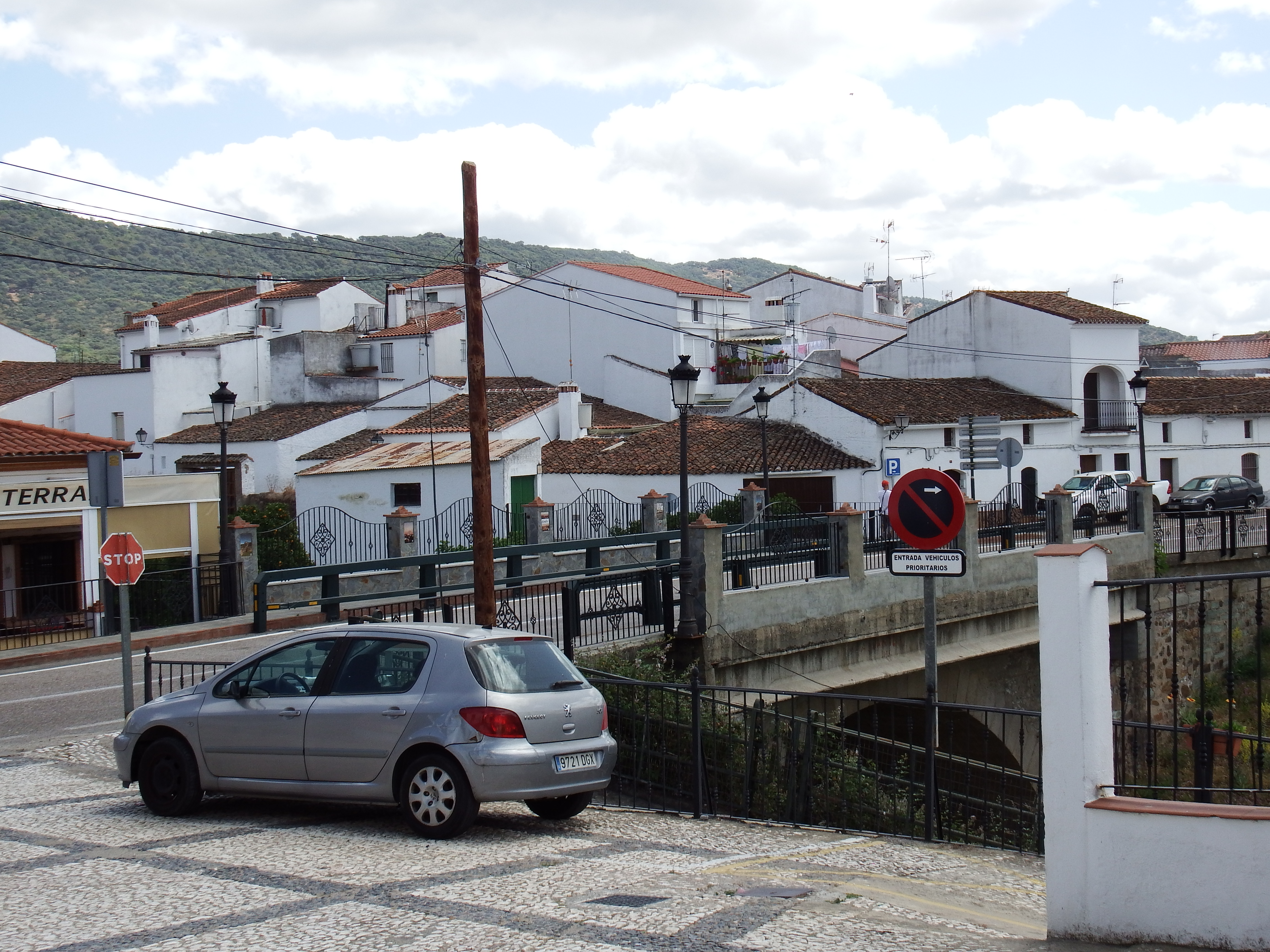

Арройомолінос-де-Леон (ісп. Arroyomolinos de León) — муніципалітет в Іспанії, у складі автономної спільноти Андалусія, у провінції Уельва. Населення — 1055 осіб (2010).
Муніципалітет розташований на відстані близько 350 км на південний захід від Мадрида, 95 км на північний схід від Уельви.

## Демографія
Динаміка населення (INE ):